# Eudrapa
Eudrapa là một chi bướm đêm thuộc họ Erebidae.